# Prima Directivă
În universul fictiv Star Trek Prima Directivă (Prime Directive), Ordinul General 1 al Flotei ("Starfleet General Order 1"), Ordinul General 1 ("General Order 1") sau Directiva privind non-interferența ("non-interference directive") este un principiu călăuzitor al Flotei Stelare care interzice membrilor săi să intervină în dezvoltarea internă și naturală a civilizațiilor extraterestre. Prima Directivă se aplică în special civilizațiilor care se află sub un anumit prag de dezvoltare tehnologică, științifică și culturală; împiedicând echipajele navelor să utilizeze tehnologia lor superioară pentru a-și impune propriile valori sau idealuri asupra lor. A fost introdusă în primul sezon al seriei originale Star Trek și, de atunci, Prima Directivă a apărut în numeroase scenarii ale episoadelor și filmelor Star Trek.
Conform acestei directive, Federația Unită a Planetelor nu trebuie să intervină în dezvoltarea altor specii ale universului până când nu reușesc să călătorească mai repede decât lumina prin mijloace proprii. Și chiar și atunci, Federația va interveni numai la cererea expresă a popoarelor în cauză.
Prima Directivă este adesea invocată în seriale și filmele Star Trek, de aceea este și cea mai cunoscută; dar în total există 24 de directive, din care  una a fost abrogată, iar a 25-a este  secretă și accesibilă doar câtorva ofițeri de rang superior (Directiva Omega).
„Deoarece dreptul fiecărei specii simțitoare de a trăi în conformitate cu evoluția sa culturală normală este considerat sacru, niciun membru al Flotei nu poate interfera cu dezvoltarea normală și sănătoasă a vieții și a culturii extraterestre. O astfel de interferență include introducerea de cunoștințe superioare, de putere sau de tehnologie într-o lume a cărei societate este incapabilă să se ocupe cu înțelepciune de astfel de avantaje. Personalul Flotei Stelare nu poate încălca această primă directivă, nici chiar pentru a-și salva viața și/sau nava, cu excepția cazului în care acționează când au existat încălcări anterioare sau o contaminare accidentală a culturii respective. Această directivă are prioritate față de oricare dintre celelalte directive și implică cea mai mare obligație morală.”
Crearea primei directive este, în general, creditată producătorului original al seriei Gene L. Coon.

## Vezi și
- Paradoxul lui Fermi
- Impactul potențial al contactului cu o civilizație extraterestră